# Hildesheimer Annalen
Die Hildesheimer Annalen (lateinisch Annales Hildesheimenses) sind eine Geschichtsdarstellung aus dem 11. und 12. Jahrhundert.
Die Hildesheimer Annalen geben eine Darstellung von der Erschaffung der Welt bis in das Jahr 1137. Ein erster Teil wurde um 1040 erstellt, wobei für die ältere Zeit die Hersfelder Annalen verwendet wurden. Für das frühe 11. Jahrhundert sind detaillierte Informationen über König Konrad II. und die heiligen Hildesheimer Bischöfe Bernward und Godehard enthalten, ebenfalls einige Nachrichten über Geschehnisse im slawischen Gebiet östlich der Elbe. Um 1109 wurden die Annalen ergänzt vor allem aus den Annalen von St. Alban in Mainz, um 1137 noch einmal nach den Paderborner Annalen. Die Hildesheimer Annalen sind nur in einer Handschrift erhalten, die sich in der Pariser Nationalbibliothek befindet (Paris. lat. 6114).

## Editionen
Lateinischer Text
- Georg Waitz (Hrsg.): Scriptores rerum Germanicarum in usum scholarum separatim editi 8: Annales Hildesheimenses. Hannover 1878 (Monumenta Germaniae Historica, Digitalisat)